# São José de Ribamar
São José de Ribamar, amtlich portugiesisch Município de São José de Ribamar, ist eine brasilianische Küstenstadt im Bundesstaat Maranhão. Die Einwohnerzahl belief sich im Volkszählungsjahr 2010 auf 163.045 Einwohner. Die Bevölkerungszahl der drittbevölkerungsreichsten Stadt im Bundesstaat wurde zum 1. Juli 2020 auf 179.028 Einwohner geschätzt, die auf einer Gemeindefläche von rund 180,2 km² leben. Sie liegt 32 km von São Luís, der Hauptstadt des Maranhãos, entfernt. Sie ist mit acht weiteren Gemeinden Teil der Metropolregion São Luís.

## Geschichte
Benannt ist der Ort nach dem Schutzpatron des Staates Josef von Nazaret, portugiesisch São José, mit dem Zusatz Ribamar. Das heutige Territorium war traditionelles Siedlungsgebiet der indigenen Potiguaras. Auf der Insel hatten die Gamelas (Gamellas), die später auf das Festland vertrieben wurden, ein Walddorf, das Gebiet wurde den Jesuiten zugewiesen. Der Gouverneur des damaligen Maranhão, Francisco Coelho de Carvalho, hatte am 16. Dezember 1627 einige Ländereien verteilt, was als Gründungsjahr angesehen wird. 
Stadtrechte als Munizip erhielt São José de Ribamar durch das Lei Estadual n.º 758 vom 24. September 1952, es hieß zu der Zeit Ribamar und war ein Distrikt von São Luís gewesen. Den heutigen Namen erhielt die Gemeinde am 16. September 1969 durch das Lei Estadual n.º 2980.

## Geographie
Der Munizip liegt auf der Insel Upaon-Açu im Süden an der Meeresbucht Baía de São José, und, weil quer über die Insel verlaufend, im Norden an der Baía de São Marcos, jeweils mit direktem Zugang zum Südatlantik.
Umliegende Gemeinden sind São Luís, Paço do Lumiar und Raposa.

## Klima
Die Gemeinde hat tropisches Klima, Aw nach der Klimaklassifikation nach Köppen und Geiger. Die Durchschnittstemperatur ist 27,1 °C. Die durchschnittliche Niederschlagsmenge liegt bei 1788 mm im Jahr. Im Südsommer fallen in São José de Ribamar deutlich mehr Niederschläge als im Südwinter.

## Kommunalverwaltung
Die Exekutive liegt bei dem Stadtpräfekten (Bürgermeister). Bei der Kommunalwahl 2016 wurde Luis Fernando Moura da Silva des PSDB zum Stadtpräfekten gewählt, inzwischen hat aber der ehemalige Vizebürgermeisterkandidat José Eudes Sampaio Nunes des Partido Trabalhista Brasileiro (PTB) das Amt bis 2020 übernommen.
Die Legislative liegt bei einem 17-köpfigen gewählten Stadtrat, den vereadores der Câmara Municipal.

## Bevölkerungsentwicklung
| Jahr | Einwohner | Stadt  | Land    |
| --- | --------- | ------ | ------- |
| 1991 | 75.174    | 26.044 | 78.983  |
| 2000 | 119.263   | 40.280 | 24.156  |
| 2010 | 163.045   | 37.709 | 125.336 |
| 2020 | 179.028   | ?      | ?       |
| Hier fehlt eine Grafik, die leider im Moment aus technischen Gründen nicht angezeigt werden kann. Wir arbeiten daran! |           |        |         |

Quelle: IBGE (2011)

## Durchschnittseinkommen und Lebensstandard
Das monatliche Durchschnittseinkommen betrug 2017 den Faktor 2,0 des brasilianischen Mindestlohns (Salário mínimo) von R$ 880,00 (Einkommen umgerechnet für 2019: rund 398 € monatlich). Der Index der menschlichen Entwicklung (HDI) ist mit 0,708 für 2010 als hoch eingestuft. 2017 waren 18.149 Personen oder 10,3 % der Bevölkerung als fest im Arbeitsverhältnis stehend gemeldet, 42,3 % der Bevölkerung hatten 2010 ein Einkommen von der Hälfte des Minimallohns. 23.435 Familien erhielten im Oktober 2019 Unterstützung durch das Sozialprogramm Bolsa Família (Vorjahr November 2018: 24.827 Familien).
Das Bruttosozialprodukt pro Kopf betrug 2016 rund 10.808 R$, das Bruttosozialprodukt der Gemeinde belief sich auf rund 1902,4 Mio. R$.

## Analphabetenquote
São José de Ribamar hatte 1991 eine Analphabetenquote von 26,5 % (inklusive Grundschulabbrecher), die sich bei der Volkszählung 2010 bereits auf 8,9 % reduziert hatte. Rund 27,5 % der Bevölkerung waren 2010 Kinder und Jugendliche bis 15 Jahre.

## Ethnische Zusammensetzung
Ethnische Gruppen nach der statistischen Einteilung des IBGE (Stand 2000 mit 107.384 Einwohnern, Stand 2010 mit 163.045 Einwohnern):
| Gruppe      | Anteil 2000 | Anteil 2010 | Anmerkung                        |
| ----------- | ----------- | ----------- | -------------------------------- |
| Pardos      | 68.506      | ▲ 108.193   | Mischrassige, Mulatten, Mestizen |
| Brancos     | 30.450      | ▲ 36.236    | Weiße, Nachfahren von Europäern  |
| Pretos      | 7.053       | ▲ 16.752    | Schwarze                         |
| Amarelos    | 82          | ▲ 1.678     | Asiaten                          |
| Indígenas   | 206         | ▼ 186       | indigene Bevölkerung             |
| ohne Angabe | 354         | –           |                                  |